# Regia Douro Park
O Regia Douro Park é um Parque de Ciência e Tecnologia localizado em Andrães, Vila Real, Portugal. Inaugurado em 2015, o parque é resultado de uma colaboração entre o Município de Vila Real, a Universidade de Trás-os-Montes e Alto Douro (UTAD) e a Portuspark – Rede de Parques Tecnológicos e Incubadoras. O Regia Douro Park foca-se em áreas como agroalimentar, agroindustrial, enologia, vitivinicultura, economia verde, valorização ambiental e tecnologias agroambientais. 

## História
O projeto do Regia Douro Park teve início em 2009, com a construção a ser concluída em 2015. O parque está situado num terreno de aproximadamente 98.940 m², desenvolvido no sentido norte-sul, delimitado a oeste pela A24 e a leste pela estrada municipal que liga Mosteirô a Andrães. A localização estratégica permite uma interligação eficiente com o Parque Industrial de Constantim, o Aeródromo Municipal de Vila Real e o campus da UTAD. 

## Estrutura e Infraestruturas
O Regia Douro Park oferece diversas valências de suporte a empreendedores e empresas, incluindo:
- Incubadora e Aceleradora de Empresas: Espaços modulares polivalentes para trabalho individual ou partilhado, destinados a startups e projetos empresariais em fase inicial. [3]
- Douro Business Center: Centro de negócios configurado como porta de entrada para empresas na Região do Douro, oferecendo gabinetes de prestígio, salas de formação, salas de reunião multimédia e espaços para eventos, num ambiente flexível e dinâmico de promoção empresarial. [4]
- Lotes Empresariais: O Parque Empresarial e Industrial é composto por 26 lotes, totalizando cerca de 10 hectares, destinados à instalação de empresas nos setores agroalimentar, vitivinícola e ambiental, com infraestruturas, arruamentos, vedação e segurança. [5]
- Centro de Excelência da Vinha e do Vinho (CEVV): Instalações dedicadas à investigação e desenvolvimento nas áreas da viticultura e enologia, promovendo a inovação e a transferência de conhecimento para o setor. [6]

## Projetos e Parcerias
O Regia Douro Park tem sido palco de diversos projetos e parcerias que visam o desenvolvimento regional e a inovação tecnológica. Um dos destaques é a instalação de um centro de investigação especializado em agricultura de precisão e gestão da água pela Sociedade Fraunhofer, a maior organização de pesquisa aplicada na Europa. Este centro, o segundo da instituição em Portugal, está focado em áreas como a viticultura inteligente e a adaptação às alterações climáticas, contribuindo para a sustentabilidade do território. 

## Impacto Regional
Desde a sua inauguração, o Regia Douro Park tem desempenhado um papel crucial no desenvolvimento económico e tecnológico da região de Trás-os-Montes e Alto Douro. O parque abriga atualmente 92 entidades, empregando cerca de 482 pessoas e gerando um volume de negócios superior a 54,6 milhões de euros. A sua atuação tem fortalecido setores tradicionais, como o vitivinícola, e impulsionado novas áreas de negócio, promovendo a inovação e a competitividade regional. 